# Mike Leander
Pour les articles homonymes, voir Leander (homonymie).
Michael George Farr connu professionnellement sous le nom de Mike Leander (né le 30 juin 1941, mort le 18 avril 1996) est un musicien, arrangeur, auteur-compositeur, et producteur britannique qui a travaillé avec de nombreux artistes parmi lesquels les Rolling Stones, les Beatles et Gary Glitter.

## Jeunesse et études
Né Michel George Farr à Walthamstow à l'est de Londres le 30 juin 1941, il réussit le concours d'entrée à la prestigieuse Banccroft's School de Woodford Green dans l'Essex, qui enseigne notamment la musique,, où il étudie de 1952 à 1959, excellant particulièrement au jeu de cricket et dans toutes les disciplines musicales.   Il parfait ensuite sa formation en étudiant l'orchestration au Trinity College of Music de Londres,.

## Arrangeur, compositeur, producteur
Ayant choisi le pseudonyme de Mike Leander, il commence sa carrière en tant qu'arrangeur pour la maison de disques Decca en 1963. Il compose notamment la remarquable orchestration de Days Of Pearly Spencer de David McWilliams, et la partie de cordes de la chanson As Tears Go By, première composition du duo Mick Jagger/Keith Richards pour les Rolling Stones.
Il travaille durant les années 1960 et 1970 avec Marianne Faithfull, Billy Fury, Marc Bolan du groupe T. Rex, Joe Cocker, The Small Faces, Cliff Richard, Van Morrison, Alan Price, Peter Frampton, Keith Richards et Brian Jones des Rolling Stones, Shirley Bassey, Lulu, Jimmy Page et Led Zeppelin, Roy Orbison et Gene Pitney.
Il est aussi coauteur et producteur des chansons de Gary Glitter durant les années 1970, qui rencontrent un grand succès dans les hit-parades britannique et américain à la pointe du genre glam rock
Il travaille également comme producteur et arrangeur pour Ben E. King et les Drifters sur le label Atlantic Records et en 1967, il est appelé par Paul McCartney pour écrire la partition d'accompagnement pour harpe et cordes du titre She's Leaving Home de l'album Sgt. Pepper's Lonely Hearts Club Band et c'est la seule et unique fois où ce n'est pas George Martin qui compose un arrangement d'une chanson des Beatles.  Il s'agit 
de la réalisation dont Leander restera le plus fier.
En 1970, il est le producteur exécutif de la musique de l'album (puis du film) Jesus Christ Superstar d'Andrew Lloyd Webber et Tim Rice et écrit la bande originale de nombreux films. Il rejoint ensuite Bell Records en 1972. Dans les années 1980, il écrit la comédie musicale Matador pour Tom Jones qui débouche sur un album et un single, A Boy From Nowhere.
Il épouse Penny en 1974 qui lui donne deux enfants et en compagnie de laquelle il reste jusqu'à son décès dû à un cancer en 1996.